# Yoshitaro Nomura

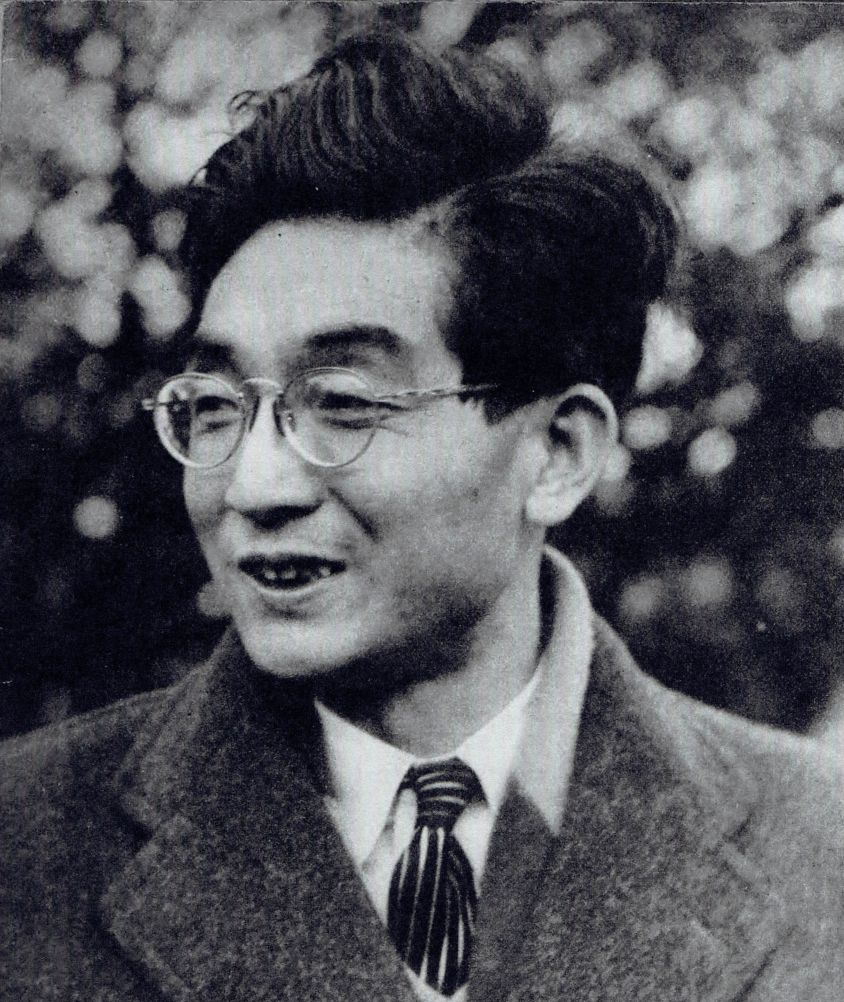
Yoshitaro Nomura in 1955

Yoshitaro Nomura (野村 芳太郎, Nomura Yoshitarō; Asakusa, 23 april 1919 - Shinjuku, 8 april 2005) was een Japans filmregisseur.
Nomura werd geboren te Asakusa (Tokio), als zoon van Hotei Nomura. Zijn vader was directeur van een Japanse filmstudio. Nomura studeerde aan de Keio-universiteit, en begon zijn carrière in 1941 op 22-jarige leeftijd. Hij moest echter al snel in dienst. Vanaf 1946 werkte hij als hij regie-assistent. In 1951 was hij assistent van Akira Kurosawa tijdens diens verfilming van De idioot van Fjodor Dostojevski.
Nomura debuteerde in 1953 met Hato (Duif). Hij wordt beschouwd als een van de pioniers van de Japanse film noir en werkte vaak samen met de detectivechrijver  Seichō Matsumoto, met wie hij acht films maakte. In totaal regisseerde Nomura 89 films, in diverse stijlen - musicals, samurai-drama's en thrillers. Nomura's films bevatten vaak verhulde kritiek op de Japanse maatschappij. Zijn thriller Suna no utsuwa (Kasteel van zand) uit 1974 wordt door veel critici als zijn meesterwerk beschouwd. In 1975 kreeg hij voor deze film de juryprijs van het filmfestival van Moskou. Zijn laatste film maakte Nomura in 1985. Hierna was hij werkzaam als producer en als mentor van regisseurs. In 1995 ontving hij een onderscheiding in de Orde van de Rijzende Zon, een der hoogste onderscheidingen van Japan.
Nomura werd op 22 maart 2005 opgenomen in het Okubo-ziekenhuis in Shinjuku (Tokio). Hij overleed aldaar op 85-jarige leeftijd aan longontsteking en liet een zoon en een dochter achter.